# 塔格巴努瓦字母
塔格巴努瓦字母是菲律賓的本土文字之一，被塔格巴努瓦人和巴拉望人作為他們的民族書寫系統。
塔格巴努瓦語是南島語系語言，在巴拉望島中部和北部地區約有8000名至25000名使用者，隨著塔格巴努瓦語的年輕一代學習和使用非傳統語言，塔格巴努瓦語正在消亡。塔格巴努瓦人從而對自己的文化遺產了解較少。有人建議通過在塔格巴努瓦人口聚居區的公立和私立學校傳授塔格巴努瓦字母來恢復該文字。

## 起源
塔班巴努瓦字母在菲律賓一直使用到17世紀。它與貝貝因字母密切相關，據信來自爪哇、巴厘島和蘇門答臘島的卡維文，而後者又源自帕拉瓦文，帕拉瓦文是源自婆羅米文的南印度文字之一。

## 特點
塔班巴努瓦字母是一種字母音節或母音附標文字，其中每個字母代表一個由輔音和固有元音 /a/ 組成的音節，這一特徵與東南亞的許多相關文字相同，因為它們源自印度婆羅米文的變體。